# Tramagal
Tramagal és una freguesia portuguesa ("parròquia civil"), situada al municipi d'Abrantes, al districte de Santarém. La població el 2011 era de 3.500 habitants, en una superfície de 24,10 km². La parròquia és la tercera més poblada del municipi.